# Syllogisme hypothétique
En logique classique, un syllogisme hypothétique (par hypothèse) est une règle d'inférence valide, qui prend la forme d'un syllogisme ayant une implication pour un ou deux de ses prémisses,.
Si je ne me réveille pas, alors je ne peux pas aller travailler.
Si je ne peux pas aller travailler, alors je ne vais pas être payé.
Par conséquent, si je ne me réveille pas, alors je ne vais pas être payé.
En  logique propositionnelle, un syllogisme hypothétique est le nom d'une règle d'inférence valide (souvent abrégé HS et parfois aussi appelé l'argument de la chaîne, la règle de la chaîne, ou le principe de transitivité de l'implication). Le syllogisme hypothétique est l'une des règles de la logique classique qui ne sont pas toujours acceptées dans certains systèmes de logique non-classique. La règle peut être déclaré comme suit:
{\displaystyle {\frac {P\to Q,Q\to R}{\therefore P\to R}}}
où la règle est que chaque fois que les instances de «{\displaystyle P\to Q}», et «{\displaystyle Q\to R}» apparaissent, «{\displaystyle P\to R}» peut être placé sur la ligne de conclusion.
Le syllogisme hypothétique est étroitement liée et similaire au  syllogisme disjonctif, car il est également un type de syllogisme, et aussi le nom d'une règle d'inférence.

## Notation formelle
La règle du syllogisme hypothétique peut être écrite en notation séquente:
{\displaystyle (P\to Q),(Q\to R)\vdash (P\to R)}
où {\displaystyle \vdash } est un symbole métalogique qui signifie que {\displaystyle P\to R} est une conséquence de {\displaystyle P\to Q}, et {\displaystyle Q\to R}
exprimée en une tautologie, ou théorème de logique propositionnelle:
{\displaystyle ((P\to Q)\land (Q\to R))\to (P\to R)}
où {\displaystyle P}, {\displaystyle Q}, et {\displaystyle R} sont des propositions exprimées dans un système formel.